# 8835 Аннона
8835 Аннона (1989 SA3, 1984 YQ3, 8835 Annona) — астероїд головного поясу, відкритий 26 вересня 1989 року.
Тіссеранів параметр щодо Юпітера — 3,173.